# Lijst van rijksmonumenten in Nes (Ameland)
De plaats Nes (Ameland) telt 50 inschrijvingen in het rijksmonumentenregister. Daarnaast is Nes een beschermd dorpsgezicht. 
Voor een overzicht van alle beschikbare afbeeldingen zie de categorie Rijksmonumenten in Ameland op Wikimedia Commons.
| Object                                                                                            | Oorspronkelijke functie?  | Bouwjaar                                             | Architect      | Locatie                 | Coördinaten?                  | Nr.?   | Afbeelding                                                    |
| ------------------------------------------------------------------------------------------------- | ------------------------- | ---------------------------------------------------- | -------------- | ----------------------- | ----------------------------- | ------ | ------------------------------------------------------------- |
| De Klimop                                                                                         | Woonhuis                  | 1733                                                 |                | Joh. Hofkerweg 2        | 53° 26' 40" NB, 5° 46' 20" OL | 7600   | Meer afbeeldingen                                             |
| De Vistil                                                                                         | Woonhuis                  | 1680                                                 |                | Kard. de Jongweg 3      | 53° 26' 45" NB, 5° 46' 27" OL | 7601   | Meer afbeeldingen                                             |
| Karakteristiek Amelander huis onder zadeldak met topgevel                                         | Woonhuis                  |                                                      |                | Kard. de Jongweg 9      | 53° 26' 46" NB, 5° 46' 28" OL | 7602   | Karakteristiek Amelander huis onder zadeldak met topgevel     |
| Karakteristiek Amelander huis onder zadeldak tussen topgevels                                     | Woonhuis                  | 1691                                                 |                | Kard. de Jongweg 19     | 53° 26' 46" NB, 5° 46' 31" OL | 7603   | Meer afbeeldingen                                             |
| Sint-Clemenskerk                                                                                  | Kerk en kerkonderdeel     | 1878-1879 1962 (verbouwing) 1987-1988 (restauratie)  | P.J.H. Cuypers | Kard. de Jongweg 33     | 53° 26' 48" NB, 5° 46' 42" OL | 7604   | Meer afbeeldingen                                             |
| Karakteristiek Amelander huis onder zadeldak met topgevel                                         | Woonhuis                  | 1771                                                 |                | Kard. de Jongweg 6      | 53° 26' 44" NB, 5° 46' 28" OL | 7605   | Meer afbeeldingen                                             |
| Hervormde kerk                                                                                    | Kerk en kerkonderdeel     | 1734 (fundamenten) 1824 (bouw) 1913 (verbouwing)     |                | Kerkplein 1             | 53° 26' 45" NB, 5° 46' 22" OL | 7606   | Meer afbeeldingen                                             |
| Pand met topgevel (achterzijde van Van der Stratenweg 2)                                          | Woonhuis                  | 1771                                                 |                | Kerkplein 3             | 53° 26' 45" NB, 5° 46' 22" OL | 7607   | Meer afbeeldingen                                             |
| Karakteristiek Amelander huis onder zadeldak tussen topgevels                                     | Woonhuis                  |                                                      |                | Kerkplein 4             | 53° 26' 44" NB, 5° 46' 22" OL | 7608   | Karakteristiek Amelander huis onder zadeldak tussen topgevels |
| Karakteristiek Amelander huis onder zadeldak tussen topgevels                                     | Woonhuis                  | 1796                                                 |                | Kerkstraat 1            | 53° 26' 44" NB, 5° 46' 21" OL | 7609   | Meer afbeeldingen                                             |
| Voormalig postkantoor, thans schoonheidssalon 't Badhuys                                          | Woonhuis                  | 1702                                                 |                | Kerkstraat 3            | 53° 26' 45" NB, 5° 46' 20" OL | 7610   | Meer afbeeldingen                                             |
| De Phenix                                                                                         | Industrie- en poldermolen | 1880 1951-1952 (restauratie) 1980-1981 (restauratie) | Van der Meer   | bij Molenweg 10         | 53° 26' 51" NB, 5° 46' 28" OL | 7611   | Meer afbeeldingen                                             |
| Karakteristiek Amelander huis onder zadeldak tussen topgevels                                     | Woonhuis                  |                                                      |                | Noorderweg 1            | 53° 26' 49" NB, 5° 46' 28" OL | 7613   | Meer afbeeldingen                                             |
| Karakteristiek Amelander huis onder zadeldak tussen topgevels                                     | Woonhuis                  |                                                      |                | R. van Doniastraat 1    | 53° 26' 43" NB, 5° 46' 16" OL | 7614   | Karakteristiek Amelander huis onder zadeldak tussen topgevels |
| Karakteristiek Amelander huis onder zadeldak tussen topgevels                                     | Woonhuis                  | 1741                                                 |                | R. van Doniastraat 3    | 53° 26' 43" NB, 5° 46' 16" OL | 7615   | Meer afbeeldingen                                             |
| Karakteristiek Amelander huis onder zadeldak tussen topgevels                                     | Woonhuis                  | 1737                                                 |                | R. van Doniastraat 5    | 53° 26' 43" NB, 5° 46' 15" OL | 7616   | Meer afbeeldingen                                             |
| Karakteristiek Amelander huis onder zadeldak tussen topgevels                                     | Woonhuis                  | 1722                                                 |                | R. van Doniastraat 13   | 53° 26' 45" NB, 5° 46' 12" OL | 7617   | Karakteristiek Amelander huis onder zadeldak tussen topgevels |
| Karakteristiek Amelander huis onder zadeldak tussen topgevels                                     | Boerderij                 | 1788                                                 |                | R. van Doniastraat 15   | 53° 26' 44" NB, 5° 46' 11" OL | 7618   | Karakteristiek Amelander huis onder zadeldak tussen topgevels |
| Pand met zesruitsvensters onder voor afgeschuind zadeldak met dakkapel                            | Woonhuis                  |                                                      |                | R. van Doniastraat 19   | 53° 26' 45" NB, 5° 46' 10" OL | 7619   | Meer afbeeldingen                                             |
| Karakteristiek Amelander huis onder zadeldak tussen topgevels                                     | Woonhuis                  | 1732                                                 |                | R. van Doniastraat 4    | 53° 26' 43" NB, 5° 46' 18" OL | 7620   | Meer afbeeldingen                                             |
| Pand met Noord-Hollandse gevel met klimmende pilasters met achterzijde aan de Torenstraat (nr. 1) | Woonhuis                  | 1625 1926 (restauratie)                              |                | R. van Doniastraat 8    | 53° 26' 43" NB, 5° 46' 17" OL | 7621   | Meer afbeeldingen                                             |
| Achterzijde van het pand R. van Doniastraat 8                                                     | Woonhuis                  | 1625 1926 (restauratie)                              |                | Torenstraat 1           | 53° 26' 44" NB, 5° 46' 17" OL | 7622   | Upload foto                                                   |
| Karakteristiek Amelander huis onder zadeldak tussen topgevels                                     | Woonhuis                  | 1736                                                 |                | Torenstraat 7           | 53° 26' 46" NB, 5° 46' 15" OL | 7623   | Meer afbeeldingen                                             |
| Klokkentoren van Nes                                                                              | Klokkentoren              | 1664 1732 (verhoogd) 1890 (hersteld)                 |                | Torenstraat 2           | 53° 26' 44" NB, 5° 46' 18" OL | 7624   | Meer afbeeldingen                                             |
| Karakteristiek Amelander huis onder zadeldak tussen topgevels                                     | Woonhuis                  |                                                      |                | Torenstraat 10          | 53° 26' 48" NB, 5° 46' 17" OL | 7625   | Meer afbeeldingen                                             |
| Karakteristiek Amelander huis onder zadeldak tussen topgevels                                     | Woonhuis                  |                                                      |                | Torenstraat 12          | 53° 26' 49" NB, 5° 46' 17" OL | 7626   | Upload foto                                                   |
| Karakteristiek Amelander huis onder zadeldak tussen topgevels                                     | Boerderij                 |                                                      |                | Torenstraat 14          | 53° 26' 48" NB, 5° 46' 16" OL | 7627   | Upload foto                                                   |
| Karakteristiek Amelander huis onder zadeldak tussen topgevels                                     | Woonhuis                  | 1699                                                 |                | Van der Stratenweg 1    | 53° 26' 47" NB, 5° 46' 21" OL | 7628   | Karakteristiek Amelander huis onder zadeldak tussen topgevels |
| Karakteristiek Amelander huis onder zadeldak tussen topgevels                                     | Woonhuis                  | 1747                                                 |                | Van der Stratenweg 3    | 53° 26' 46" NB, 5° 46' 21" OL | 7629   | Upload foto                                                   |
| Karakteristiek Amelander huis onder zadeldak tussen topgevels                                     | Woonhuis                  | 1682                                                 |                | Van der Stratenweg 5    | 53° 26' 52" NB, 5° 45' 48" OL | 7630   | Upload foto                                                   |
| Karakteristiek Amelander huis onder zadeldak tussen topgevels                                     | Woonhuis                  | 1682                                                 |                | Van der Stratenweg 9    | 53° 26' 47" NB, 5° 46' 23" OL | 7631   | Meer afbeeldingen                                             |
| Karakteristiek Amelander huis met rode bakstenen bogen boven de vensters en ingang                | Woonhuis                  | 1699                                                 |                | Van der Stratenweg 2    | 53° 26' 46" NB, 5° 46' 22" OL | 7632   | Meer afbeeldingen                                             |
| Karakteristiek Amelander huis onder zadeldak tussen topgevels                                     | Woonhuis                  | 1747                                                 |                | Van der Stratenweg 10   | 53° 26' 46" NB, 5° 46' 27" OL | 7633   | Meer afbeeldingen                                             |
| Karakteristiek Amelander huis onder zadeldak tussen topgevels                                     | Woonhuis                  | 1741                                                 |                | Van der Stratenweg 12   | 53° 26' 46" NB, 5° 46' 28" OL | 7634   | Karakteristiek Amelander huis onder zadeldak tussen topgevels |
| Doopsgezinde kerk                                                                                 | Kerk en kerkonderdeel     | 1843                                                 |                | Vermaningspad 1         | 53° 26' 41" NB, 5° 46' 26" OL | 7635   | Meer afbeeldingen                                             |
| Karakteristiek dubbel Amelander huis onder zadeldak tussen topgevels                              | Woonhuis                  | 1750                                                 |                | Vermaningspad 4         | 53° 26' 41" NB, 5° 46' 29" OL | 7636   | Meer afbeeldingen                                             |
| Karakteristiek Amelander huis onder zadeldak tussen topgevels                                     | Woonhuis                  | 1684                                                 |                | Vermaningspad 6         | 53° 26' 42" NB, 5° 46' 27" OL | 7637   | Karakteristiek Amelander huis onder zadeldak tussen topgevels |
| Karakteristiek Amelander huis onder zadeldak tussen topgevels                                     | Woonhuis                  |                                                      |                | Vermaningspad 8         | 53° 26' 43" NB, 5° 46' 27" OL | 7638   | Meer afbeeldingen                                             |
| Karakteristiek Amelander huis onder zadeldak tussen topgevels                                     | Woonhuis                  | 1731                                                 |                | Burg. Waldastraat 3     | 53° 26' 41" NB, 5° 46' 24" OL | 7639   | Meer afbeeldingen                                             |
| Karakteristiek Amelander huis onder zadeldak tussen topgevels                                     | Woonhuis                  | 1679                                                 |                | Burg. Waldastraat 13    | 53° 26' 44" NB, 5° 46' 29" OL | 7640   | Meer afbeeldingen                                             |
| Karakteristiek Amelander huis onder zadeldak tussen topgevels                                     | Woonhuis                  |                                                      |                | Burg. Waldastraat 15    | 53° 26' 44" NB, 5° 46' 30" OL | 7641   | Meer afbeeldingen                                             |
| Karakteristiek Amelander huis onder zadeldak tussen topgevels                                     | Woonhuis                  | 1668                                                 |                | Burg. Waldastraat 4     | 53° 26' 40" NB, 5° 46' 26" OL | 7642   | Upload foto                                                   |
| Karakteristiek Amelander huis onder zadeldak tussen topgevels                                     | Woonhuis                  | 1719                                                 |                | Burg. Waldastraat 12    | 53° 26' 42" NB, 5° 46' 25" OL | 7643   | Meer afbeeldingen                                             |
| Sagenhoek                                                                                         | Woonhuis                  | 1671                                                 |                | Burg. Waldastraat 14    | 53° 26' 42" NB, 5° 46' 24" OL | 7644   | Meer afbeeldingen                                             |
| Pand met zadeldak tussen topgevels van gele steen                                                 | Boerderij                 | 1693 (nr. 20) 1793 (nr. 18)                          |                | Burg. Waldastraat 18-20 | 53° 26' 43" NB, 5° 46' 28" OL | 7645   | Pand met zadeldak tussen topgevels van gele steen             |
| Fundamenten van tufstenen kerkgebouw op kerkhof                                                   | Begraafplaats en -onderdl | vroege middeleeuwen                                  |                | Bramerduinenpad         | 53° 26' 54" NB, 5° 46' 56" OL | 7646   | Fundamenten van tufstenen kerkgebouw op kerkhof               |
| Karakteristieke dubbele Amelander commandeurswoning met jongere aanbouw                           | Woonhuis                  | 1688 1850-1900 (aanbouw)                             |                | Vermaningspad 2         | 53° 26' 40" NB, 5° 46' 26" OL | 393991 | Meer afbeeldingen                                             |
| Somero                                                                                            | Sport en recreatie        | 1944                                                 | onbekend       | Zwarteweg 5             | 53° 27' 12" NB, 5° 46' 48" OL | 512334 | Upload foto                                                   |
| Canidunum                                                                                         | Sport en recreatie        | waarsch. 1935                                        | Tj. Venstra    | Duinweg 15              | 53° 26' 54" NB, 5° 46' 1" OL  | 512335 | Meer afbeeldingen                                             |